# Salvador Camps i San José
Salvador Camps i San José (Badalona, 19 de maig de 1979), conegut esportivament com a Salva Camps, és un exjugador de bàsquet, ocupant la posició de base, i actualment entrenador català. Exerceix com a entrenador principal al Bàsquet Girona.
Es formà al Club Sant Josep de Badalona. La seva trajectòria com a jugador transcorregué entre 1997 i 2012. Estigué a diversos equips a les lligues ACB i LEB, com el Menorca o el Gran Canària, entre d'altres. El darrer any decidí orientar la seva carrera a ser entrenador. Fou director tècnic, a més d'entrenador, del Moycullen Basketball Club d'Irlanda entre 2012 i 2015, quan va passar a ser entrenador ajudant del Club Joventut Badalona. Des d'aquell any també ha format part del cos de tècnics de les seleccions U20, U18 i U19 d'Espanya per als mundials. El 2017 esdevingué entrenador ajudant del Gran Canària, al costat de Luis Casimiro, i el 2019 va convertir-se en l'entrenador de l'equip en la lliga LEB Plata. L'any següent va passar al Baxi Manresa com a entrenador ajudant de Pedro Martínez. El 2023 va passar al Bàsquet Girona com a entrenador principal.

## Trajectòria professional

### Jugador
| Club                 | Any       | Lliga      |
| -------------------- | --------- | ---------- |
| Maristes Ademar      | 1997-1998 | 2a Divisió |
| CB Inca              | 1998-1999 | LEB        |
| CB Cornellà          | 1998-2000 | EBA        |
| CB Cornellà          | 2000-2001 | LEB2       |
| Cantabria Baloncesto | 2001-2002 | ACB        |
| Menorca Bàsquet      | 2002-2004 | LEB        |
| CB Gran Canària      | 2004-2005 | ACB        |
| Menorca Bàsquet      | 2004-2005 | LEB        |
| Menorca Bàsquet      | 2005-2006 | ACB        |
| CB Huelva            | 2006-2007 | LEB        |
| Cantabria Baloncesto | 2007-2008 | LEB Oro    |
| Cantabria Baloncesto | 2008-2009 | LEB Bronce |
| CD Maristas Palencia | 2009-2010 | LEB Oro    |
| CB Mollet            | 2010-2011 | EBA        |

### Entrenador
| Club                     | Any              | Nota                  |
| ------------------------ | ---------------- | --------------------- |
| Moycullen BC             | 2012-2015        | També director tècnic |
| CB Prat                  | 2015-2017        | Ajudant               |
| U20, U18 i U19 d'Espanya | 2015-2017        | Ajudant               |
| CB Gran Canària          | 2017-2019        | Ajudant               |
| CB Gran Canària          | 2019-2020        | Entrenador LEB Plata  |
| Baxi Manresa             | 2020-2023        | Ajudant               |
| Bàsquet Girona           | 2023- actualitat | Entrenador ACB        |